# Chalcomitra adelberti
Chalcomitra adelberti е вид птица от семейство Нектарникови (Nectariniidae).

## Разпространение
Видът е разпространен в Бенин, Камерун, Кот д'Ивоар, Гана, Гвинея, Гвинея-Бисау, Либерия, Нигерия, Сиера Леоне и Того.